# OM Orsetto
OM Orsetto è un autocarro leggero prodotto dalla OM nello stabilimento di Brescia fra il 1966 e il 1972. Fu il modello d’ingresso della cosiddetta serie zoologica OM (Leoncino, Lupetto, Tigrotto, Cerbiatto, Daino e Orsetto) e venne sostituito con il passaggio alla gamma a denominazione numerica all’inizio degli anni settanta (es. OM 40/35).

## Storia
Presentato nel 1966 come il più piccolo fra gli autocarri OM a cabina avanzata, l’Orsetto riprendeva l’impostazione estetica comune alla gamma e si rivolgeva in particolare agli impieghi urbani e alle consegne leggere. La presenza dell’Orsetto nella comunicazione commerciale OM è attestata sin dal 1967 da inserzioni pubblicitarie dell’epoca.
Nel quadro della razionalizzazione operata da Fiat Veicoli Industriali all’inizio degli anni settanta, i modelli OM con nomi «zoologici» furono progressivamente rimpiazzati da una gamma con sigle numeriche; per il segmento d’ingresso il successore dell’Orsetto fu l’OM 40/35.

## Esemplari conservati
Esemplari di OM Orsetto sono tuttora presenti a raduni e manifestazioni dedicate ai veicoli industriali storici.